# Lars Leijonborg
Lars Erik Ansgar Leijonborg, né le 21 novembre 1949 à Täby, est un homme politique suédois membre du Parti du peuple - Les Libéraux (FpL), dont il a été président.
Il est ministre de l'Éducation et de la Recherche de la Suède de 2006 à 2007, puis ministre de l'Enseignement supérieur et de la Recherche de 2007 à 2009.

## Biographie
Bien que né dans la commune de Täby, il grandit à Solna, au nord de Stockholm. Il obtient un baccalauréat en sciences de sciences sociales à l'Université de Stockholm en 1974.
Il travaille comme secrétaire du conseil d'administration du comté de Stockholm de 1973 à 1975, et du président du Parti du peuple - Les Libéraux (Fp) en 1976. Il occupe également divers postes au sein de cabinets ministériels pendant deux ans à partir de cette année-là.
En 1983, il devient pour un an rédacteur en chef du magazine NU, avant d'être nommé directeur de Svenska Managementgruppen AB entre 1984 et 1990.

## Carrière politique

### Au sein du parti libéral
Il prend la tête de l'organisation de jeunesse du Parti du peuple en 1971. Sept ans plus tard, il est nommé chef du secrétariat du groupe du parti au Riksdag, puis devient secrétaire général de la formation en 1980 pour trois ans.
Désigné second Vice-président du FpL en 1990, Lars Leijonborg en est élu président le 15 mars 1997. Malgré la déroute du parti aux législatives de 1998, il réussit à se maintenir en fonction. Au scrutin suivant, le FpL obtient son meilleur score depuis les élections de 1985.
Ayant négocié la formation de l'Alliance pour la Suède avec trois autres partis de centre droit en 2004, il mène de nouveau son parti aux élections de 2006, au cours desquelles il perd près de six points et 20 sièges sur 48 sans toutefois empêcher la coalition de s'imposer.
Le 23 avril 2007, il annonce son intention de démissionner, qui se concrétise le 7 septembre suivant. Il est alors remplacé par Jan Björklund.

### Au sein des institutions
En 1985, il est élu député au Riksdag. Six ans plus tard, il est porté à la présidence du groupe parlementaire de son parti et occupe cette fonction jusqu'en 1997.
À la suite de la victoire de l'Alliance pour la Suède aux élections législatives du 17 septembre 2006, Lars Leijonborg est nommé ministre de l'Éducation et de la Recherche par Fredrik Reinfeldt le 6 octobre. À peine dix jours plus tard, il doit assurer l'intérim du ministère de la Culture, situation qui cesse dès le 24 octobre.
Après avoir été remplacé par Jan Björklund à la direction du FpL, une modification des attributions entre eux s'opère et Leijonborg devient ministre de l'Enseignement supérieur et de la Recherche le 11 septembre 2007. Il démissionne le 17 juin 2009.